# Aura (álbum de Ozuna)
Aura (estilizado como A U R A) es el segundo álbum del cantante y compositor puertorriqueño Ozuna, Fue lanzado el viernes 24 de agosto de 2018 bajo la discográfica VP Entertainment/Dímelo Vi con distribución de Sony Music Latin.
El álbum cuenta con colaboraciones musicales de Manuel Turizo («Vaina loca»), Wisin y Yandel («Quiero más»), Romeo Santos («Ibiza»), Anuel AA («Pasado y presente», «Supuestamente»), J Balvin, Natti Natasha («Sígueme los pasos»), Akon («Coméntale»), Nicky Jam («Haciéndolo»), Cardi B («La modelo»), y R.K.M. & Ken-Y («Besos mojados»). Ozuna calificó las colaboraciones como un «sueño cumplido».
La canción «Vaina loca» forma parte de la banda sonora de la película de 2018 ¡Que León!.

## Antecedentes
En marzo de 2018, en una entrevista Ozuna dijo que al finalizar la gira Odisea Tour se enfocaría en terminar su nuevo álbum, con la posibilidad de que  se lanzara en agosto. El primer sencillo del álbum, «La modelo», se lanzó el 20 de diciembre de 2017 en YouTube, y obtuvo el puesto uno en la listas Latin Airplay y Latin Rhythm Airplay. Posteriormente lanzó los sencillos «Única» y más tarde «Vaina loca», que también obtuvo el puesto uno en las listas Latin Airplay y Latin Rhythm de Billboard. En un principio hubo especulaciones de que el álbum sería lanzado el 17 de agosto, pero más tarde se confirmó que el lanzamiento sería el 24 de agosto.

## Promoción
Para promocionar el álbum, en junio de 2018 la compañía Elite Media & Marketing anunció la gira Aura Tour que recorrió Estados Unidos y Europa. En Europa la gira empezó el 26 de julio en Madrid y en Estados Unidos el 7 de septiembre en Atlanta.
Ozuna presentó el álbum el 23 de agosto en The Temple House en South Beach, Florida. Sobre el álbum, dijo «Aquí les dejo ‘A.U.R.A.’, es un disco que se hizo con todo el corazón para que todo el mundo se lo disfrute, con importantes colaboraciones». Al evento asistieron personalidades como Osvaldo Ríos, Maripily Rivera,  Paco López y Raphy Pina.

## Lista de canciones
| N.º   | Título                                            | Productor(s)                                          | Duración |  |
| 1.    | «Aura» (con Arthur Hanlon)                        | Gaby Music, Gaby Metálico, Fly-M y Arthur Hanlon      | 3:07     |  |
| 2.    | «Me dijeron»                                      | Chris Jeday, Gaby Music y Fly-M                       | 2:50     |  |
| 3.    | «Vaina loca» (con Manuel Turizo)                  | Jeday y Luis E. Ortiz                                 | 2:58     |  |
| 4.    | «Devuélveme»                                      | Jeday, Gaby Music, Hi Flow, Mandy y Yazid Rivera      | 3:08     |  |
| 5.    | «Quiero más» (con Wisin y Yandel)                 | Los Legendarios y Hyde "El Químico"                   | 4:04     |  |
| 6.    | «Tu olor»                                         | Jeday, Gaby Music y Young Mvrtino                     | 3:13     |  |
| 7.    | «Ibiza» (con Romeo Santos)                        | Jeday, Alex Killer y Hi Flow                          | 3:20     |  |
| 8.    | «Escape»                                          | Jeday, Hache, Gaby Music, Hi Flow y Rivera            | 3:10     |  |
| 9.    | «Pasado y presente» (con Anuel AA)                | Jeday, Gaby Music, Hache, Kavy Kaly, Hi Flow y Rivera | 3:41     |  |
| 10.   | «Aunque me porte mal»                             | Gaby Music, Yancee y Hi Flow                          | 3:21     |  |
| 11.   | «Sígueme los pasos» (con J Balvin, Natti Natasha) | Jeday, Gaby Music, Hache, Hi Flow, Kaly Kavy y Rivera | 4:06     |  |
| 12.   | «Hola»                                            | Huztle, Yampi, Jeday, Gaby Music y Hi Flow            | 2:48     |  |
| 13.   | «Coméntale» (con Akon)                            | Gaby Music, Toly y Hi Flow                            | 3:34     |  |
| 14.   | «Única»                                           | Yampi, Gaby Music, Hi Flow y Yancee                   | 3:38     |  |
| 15.   | «Haciéndolo» (con Nicky Jam)                      | Saga White Black                                      | 3:52     |  |
| 16.   | «La modelo» (con Cardi B)                         | Jeday, Gaby Music, Hi Flow y Yampi                    | 4:15     |  |
| 17.   | «Supuestamente» (con Anuel AA)                    | DJ Luian, Mambo Kingz, Gaby Music y Jowny             | 3:58     |  |
| 18.   | «Monotonía»                                       | Eliel, Hache, Hi Flow y Rivera                        | 2:55     |  |
| 19.   | «Única - Remix» (con Anuel AA, Wisin, Yandel)     | Yampi, Hi Flow y Yancee                               | 3:36     |  |
| 20.   | «Besos mojados» (con R.K.M. & Ken-Y)              | Wally y MikeyTone                                     | 3:12     |  |
| 68:03 |                                                   |                                                       |          |  |

## Posicionamiento en listas
| Listas (2020)                     | Mejor posición |
| --------------------------------- | -------------- |
| Bélgica (Ultratop) Flanders       | 128            |
| Bélgica (Ultratop) Wallonia       | 115            |
| Canadá (Billboard)                | 25             |
| España (PROMUSICAE)               | 44             |
| Estados Unidos (Billboard 200)    | 7              |
| Estados Unidos (Top Latin Albums) | 1              |
| Italia (FIMI)                     | 9              |
| Países Bajos (Album Top 100)      | 39             |
| Suiza (Schweizer Hitparade)       | 10             |

## Certificaciones
| País           | Organismo certificador | Certificación       | Ventas certificadas | Ref    |
| -------------- | ---------------------- | ------------------- | ------------------- | ------ |
| Estados Unidos | RIAA                   | 12x Platino (Latin) | 720 000             | [ 30 ] |
| Italia         | FIMI                   | Oro                 | 25 000              | [ 31 ] |